# Jonathan Nez

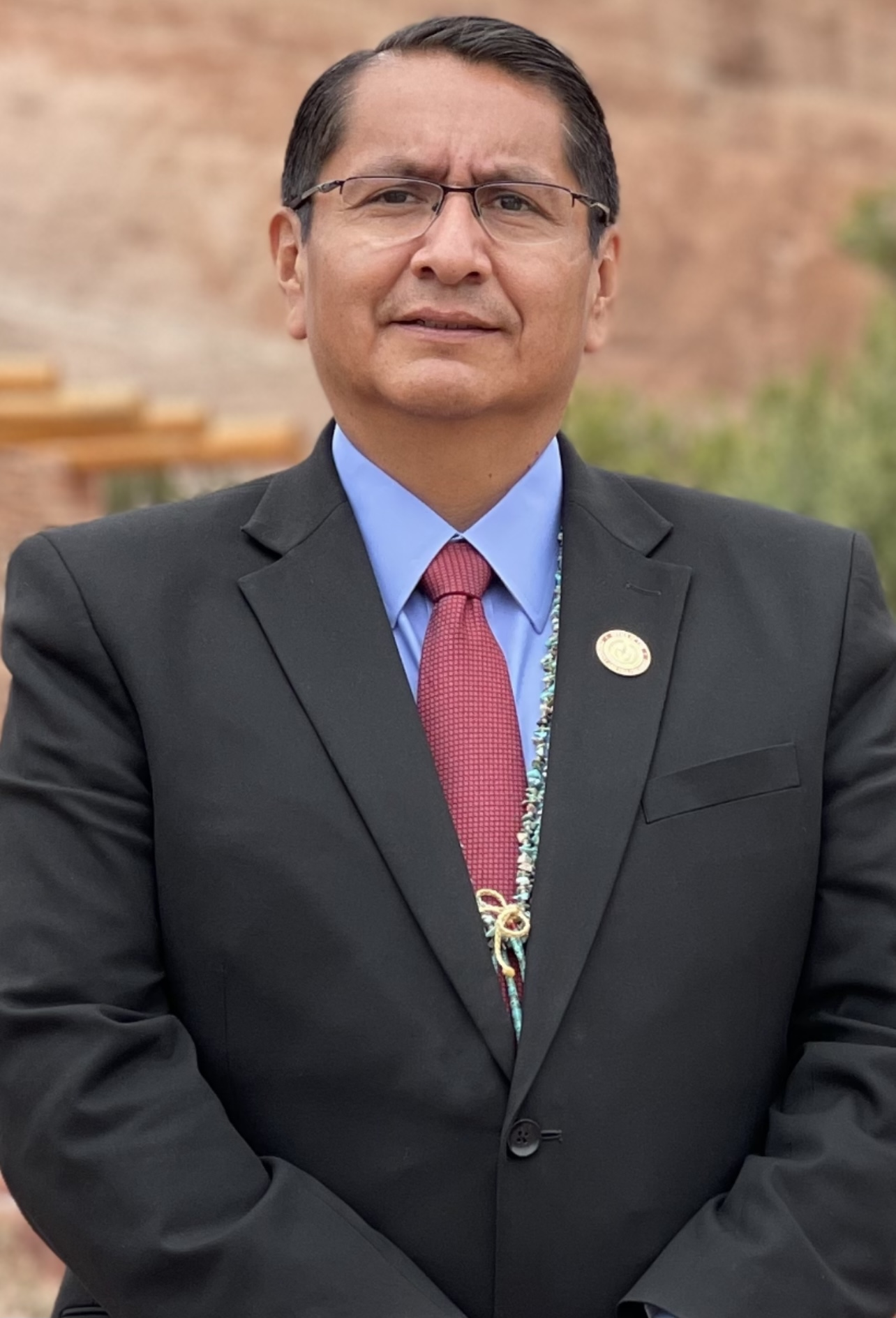
Jonathan Nez

Jonathan Nez (* 26. Mai 1975 in Tuba City, Arizona) war von 2019 bis 2023 der 9. Präsident der Navajo Nation Reservation. Von 2015 bis 2019 war er Vizepräsident unter Russell Begaye.

## Leben
Nez besuchte das Northland Pioneer College und die Northern Arizona University (NAU). Er erlangte sowohl einen Bachelor of Science Abschluss in Politikwissenschaft als auch einen Master of Public Administration von der NAU.
Bevor er zum Vizepräsidenten der Navajo Nation gewählt wurde, diente Nez als Vizepräsident des Shonto-Chapters und als Delegierter im Navajo Nation Council, der die Chapter Oljato, Ts'ah Bii' Kin, Navajo Mountain und Shonto vertrat. Er wurde am 12. Mai 2015 in das Amt des Vizepräsidenten der Navajo Nation vereidigt, und am 15. Januar 2019 als Nachfolger von Russell Begaye in das Amt des Präsidenten. Mit 43 Jahren war Nez die jüngste Person, die jemals zum Präsidenten der Navajo Nation gewählt wurde. Sein Nachfolger,  der 35-jährige Buu Nygren, übernahm am 10. Januar 2023 das Amt des Präsidenten.
Wie alle bisherigen Präsidenten der Navajo Nation gehört Nez der Demokratischen Partei an. Er wurde 2020 als einer von 17 Rednern ausgewählt, um gemeinsam die Grundsatzrede bei der Democratic National Convention 2020 zu halten. Er war einer der Wahlmänner für Arizona bei der Präsidentschaftswahl 2020.